# RELX
RELX plc (вимовляється як Рел-Екс) — британська транснаціональна інформаційно-аналітична компанія зі штаб-квартирою в Лондоні, Велика Британія. Компанія надає наукову, технічну та медичну інформацію та аналітику; правову інформацію та аналітику; інструменти для прийняття рішень; а також організовує виставки. Вона працює в 40 країнах і обслуговує клієнтів у понад 180 країнах. Раніше вона була відома під назвою Reed Elsevier і виникла в 1993 році в результаті злиття Reed International, британського видавництва торгових книг і журналів, і Elsevier, нідерландського наукового видавництва.
Компанія входить до складу індексів FTSE 100, AEX, Financial Times Global 500 та Euronext 100.

## Діяльність та сегменти ринку

### Наукова, технічна та медична галузі
Науково-технічний та медичний сервіс RELX надає інформацію, аналітику та інструменти, які допомагають інвесторам приймати рішення, що покращують результати в науці та охороні здоров'я. Він працює під назвою Elsevier:
ScienceDirect, онлайн-база даних первинних досліджень, містить 18 мільйонів документів.
Scopus - це бібліографічна база даних, що містить реферати та цитати статей академічних журналів. Вона містить понад 50 мільйонів одиниць у більш ніж 20 000 назв від 5 000 видавців з усього світу.
Mendeley - настільна та веб-програма для керування та обміну науковими роботами, пошуку дослідницьких даних та співпраці в Інтернеті.
Elsevier - найбільший у світі видавець наукових статей. У 2021 році він опублікував 600 000 статей. Його найвідомішими назвами є Ланцет та Cell. У 1995 році журнал Forbes (помилково) передбачив, що Elsevier стане першою жертвою інтернету, оскільки його діяльність була порушена і дезінтегрована Інтернетом.

### Управління ризиками
LexisNexis Risk Solutions надає інструменти для прийняття рішень, які допомагають банкам виявляти осіб, що відмивають гроші, а страховим компаніям відсіювати шахрайські заяви.
Компанія стверджує, що заощадила штату Флорида понад 60 мільйонів доларів на рік, запобігаючи шахрайству з соціальними виплатами.

#### Accuity Inc.
Accuity надає програмне забезпечення для протидії фінансовим злочинам, що дозволяє установам дотримуватися санкцій та програм протидії відмиванню грошей. Вона пропонує послугу «Знай свого клієнта», (Know Your Customer/KYC), онлайн дані та програмне забезпечення на основі підписки для індустрії фінансових послуг. Послуги компанії включають допомогу банкам та фінансовим установам у перевірці клієнтів та транзакцій з високим рівнем ризику, та надання баз даних, таких як Bankers Almanac, що дозволяє клієнтам знаходити та перевіряти дані про маршрутизацію банківських платежів. Accuity обслуговує клієнтів фінансових послуг по всьому світу.

#### Cirium
Cirium (раніше відома як FlightGlobal) надає дані та продукти авіаційної аналітики для авіаційної, фінансової та туристичної галузей.

### Юридичний напрямок
Юридичний бізнес RELX працює під брендом LexisNexis. Багато брендів LexisNexis були створені у дев'ятнадцятому столітті або раніше. До них належать Butterworths і Tolley у Великій Британії та JurisClasseur у Франції. У 2019 році 85% доходів компанії були електронними. База даних юридичних та новин LexisNexis містить 119 млрд документів та записів.

### Виставки
Виставковий бізнес RELX називається RX, до 2021 року - Reed Exhibitions. Це найбільша у світі виставкова компанія, яка проводить 500 виставок для 140 000 експонентів і 7 млн відвідувачів.
ReedPop, частина RX, організовує події у галузі популярній культури, включаючи New York Comic Con і PAX. У лютому 2018 року, ReedPop придбала британську медіа-компанію Gamer Network, яка володіє низкою сайтів відеоігрової журналістики, зокрема Eurogamer, Rock Paper Shotgun і VG247. Інтернет-магазин The Haul орієнтований на поп-культурну сувенірну продукцію та мерчандайзинг, був запущений у 2021 р. Popverse, веб-сайт про популярну культуру, був заснований у 2022 році. У травні 2024 року RELX продала Gamer Network компанії IGN Entertainment, підрозділу Ziff Davis. Однак вона зберегла за собою торгову точку Popverse.

## Управління
Станом на 2021 рік до складу ради директорів входили:
- Голова: Пол Вокер
- Генеральний директор: Ерік Енгстрем
- Фінансовий директор: Нік Луфф
  - Невиконавчі директори

У 2019 році Harvard Business Review визнав Еріка Енгстрема 11-м найефективнішим CEO у світі.
У серпні 2020 року RELX оголосила, що сер Ентоні Хабгуд піде у відставку з посади голови, і його замінить Пол Вокер у першій половині 2021 року.